# UltraWide
UltraWide, ou Ultra-large en français, est un format d'image pour lequel le facteur de forme ou ratio est supérieur à 2. Il fait partie des formats écran large.

## Définitions d'écran
Les définitions d'écran pouvant être rencontrées : 
- Ultrawide 1080p ou UWFHD (Ultra Wide Full High Definition) : 2560 × 1080 (format 64/27)
- Ultrawide 1440p ou UWQHD (UltraWide Quad High Definition) : 3440 x 1440 (format 43/18)
- Ultrawide 2160p ou UWUHD (UltraWide Ultra Haute Définition) : 5040 x 2160 (format « panoramique »  21:9 (en))
- Ultrawide 5K : 5120 × 2160 (format 64/27)